# Avengers Arena
Avengers Arena est une série de comics de l'Univers Marvel, écrit par Dennis Hopeless et dessinée par Kev Walker. La série a débuté en décembre 2012 et s'est terminé en novembre 2013.

## Synopsis
Un groupe de 16 jeunes super-héros ont été capturés par Arcade qui a conçu une nouvelle version de Murderworld. Le super-vilain force le groupe à s’entre-tuer dans un spectacle de téléréalité.
Le scénario de la série s'apparente à un mélange des romans de Battle Royale, de Running Man et de Hunger Games.

## Personnages
- Arcade : Un ennemi des X-Men, Spider-Man et des Vengeurs. Il contrôle le spectacle et son déroulement.
- Anachronism : Nouveau personnage, un des participants du jeu.
- Apex : Nouveau personnage, un des participants du jeu.
- Cammi : Un personnage apparu dans la série de comics Annihilation.
- Chase Stein : Il est un ancien membre des Fugitifs.
- Cuirasse : (Mettle en anglais) Il est un ancien membre de l'Académie des Vengeurs.
- Cullen Bloodstone : Nouveau personnage, un des participants du jeu.
- Darkhawk : Un super-héros qui possède l'armure de Darkhawk.
- Deathlocket : Nouveau personnage, une des participantes du jeu. Elle est une adolescente qui possède les mêmes pouvoir que Deathlok.
- Hazmat : Elle est une ancienne membre de l'Académie des Vengeurs.
- Juston Seyfert : Il est un ancien personnage de support de l'Académie des Vengeurs et le protagoniste de la série Sentinel.
- Kid Briton : Nouveau personnage, un des participants du jeu. Membre du Captain Britain Corp.
- Nico Minoru : Elle est une ancienne membre des Fugitifs.
- Nara : Nouveau personnage, une des participantes du jeu.
- Red Raven : Elle est une participante au jeu. Elle est la troisième personne à porter le nom Red Raven et elle a fait deux apparitions avant la série Avengers Arena.
- Reptil : Il est un ancien membre de l'Académie des Vengeurs.
- X-23 : Clone féminin de Wolverine.